# Henri Springuel
Henri Paul Marie Joseph Springuel (* 9. April 1889 in Huy; † 1. September 1957 in Forest) war ein belgischer Autorennfahrer.

## Karriere als Rennfahrer
Henri Springuel war ein Neffe des belgischen Automobilpioniers- und Konstrukteurs Jules Springuel-Wilmotte (1874–1929). Springuel-Wilmotte produzierte zwischen 1907 und 1912 in Huy unter dem Namen Société Anonyme des Automobiles Springuel Straßenfahrzeuge.
Henri Springuel ging beim 24-Stunden-Rennen von Le Mans und dem 24-Stunden-Rennen von Spa-Francorchamps. Die Eröffnungsveranstaltung der 24-Stunden-Rennens am Circuit de Spa-Francorchamps gewann er gemeinsam mit Maurice Béquet auf einem 2-Liter-Bignan. Eine weitere gute Platzierung in Spa erreichte er 1927 mit dem siebten Gesamtrang.
In Le Mans war er zweimal am Start. Nach einem Ausfall 1924 wurde er 1925 Zwölfter in der Gesamtwertung.

## Statistik

### Le-Mans-Ergebnisse
| Jahr | Team                                      | Fahrzeug             | Teamkollege   | Platzierung | Ausfallgrund |
| ---- | ----------------------------------------- | -------------------- | ------------- | ----------- | ------------ |
| 1924 | Établissements Industriels Jacques Bignan | Bignan 2 Litre Sport | René Marie    | Ausfall     | Motorschaden |
| 1925 | Établissements Industriels Jacques Bignan | Bignan 2 Litre Sport | Pierre Clause | Rang 12     |              |

### 24-St-Spa-Ergebnisse
| Jahr | Team                                      | Fahrzeug             | Teamkollege    | Platzierung | Ausfallgrund |
| ---- | ----------------------------------------- | -------------------- | -------------- | ----------- | ------------ |
| 1924 | Établissements Industriels Jacques Bignan | Bignan 2 Litre Sport | Maurice Béquet | Gesamtsieg  |              |
| 1925 | Établissements Industriels Jacques Bignan | Bignan 2 Litre Sport | Pierre Clause  | Rang 30     |              |
| 1927 | S. A. Ansaldo                             | Ansaldo 6BC          | Maurice Béquet | Rang 7      |              |
| 1928 | Grand Garage Saint-Didier Paris           | Chrysler 72 Six      | Hommel         | Rang 12     |              |